# IAAF Indoor Permit Meetings
IAAF Indoor Permit Meetings – cykl halowych mityngów lekkoatletycznych organizowanych zimą przez IAAF. Zawody są odpowiednikiem letniego cyklu imprez – World Challenge Meetings (dawniej World Athletics Tour).

## Kalendarz sezonu 2012
| Mityng                                      | Miasto     | Kraj              | Data       |
| ------------------------------------------- | ---------- | ----------------- | ---------- |
| US Open                                     | Nowy Jork  | Stany Zjednoczone | 28.01.2012 |
| Russian Winter                              | Moskwa     | Rosja             | 05.02.2012 |
| International Hallen Meeting Karlsruhe 2012 | Karlsruhe  | Niemcy            | 12.02.2012 |
| Meeting du Pas-de-Calais                    | Liévin     | Francja           | 14.02.2012 |
| Aviva Indoor Grand Prix                     | Birmingham | Wielka Brytania   | 18.02.2012 |
| XL Galan                                    | Sztokholm  | Szwecja           | 23.02.2012 |